# Homocopris torulosus
Homocopris torulosus là một loài bọ cánh cứng trong họ Bọ hung (Scarabaeidae).